# Formel-3-Euroserie-Saison 2008

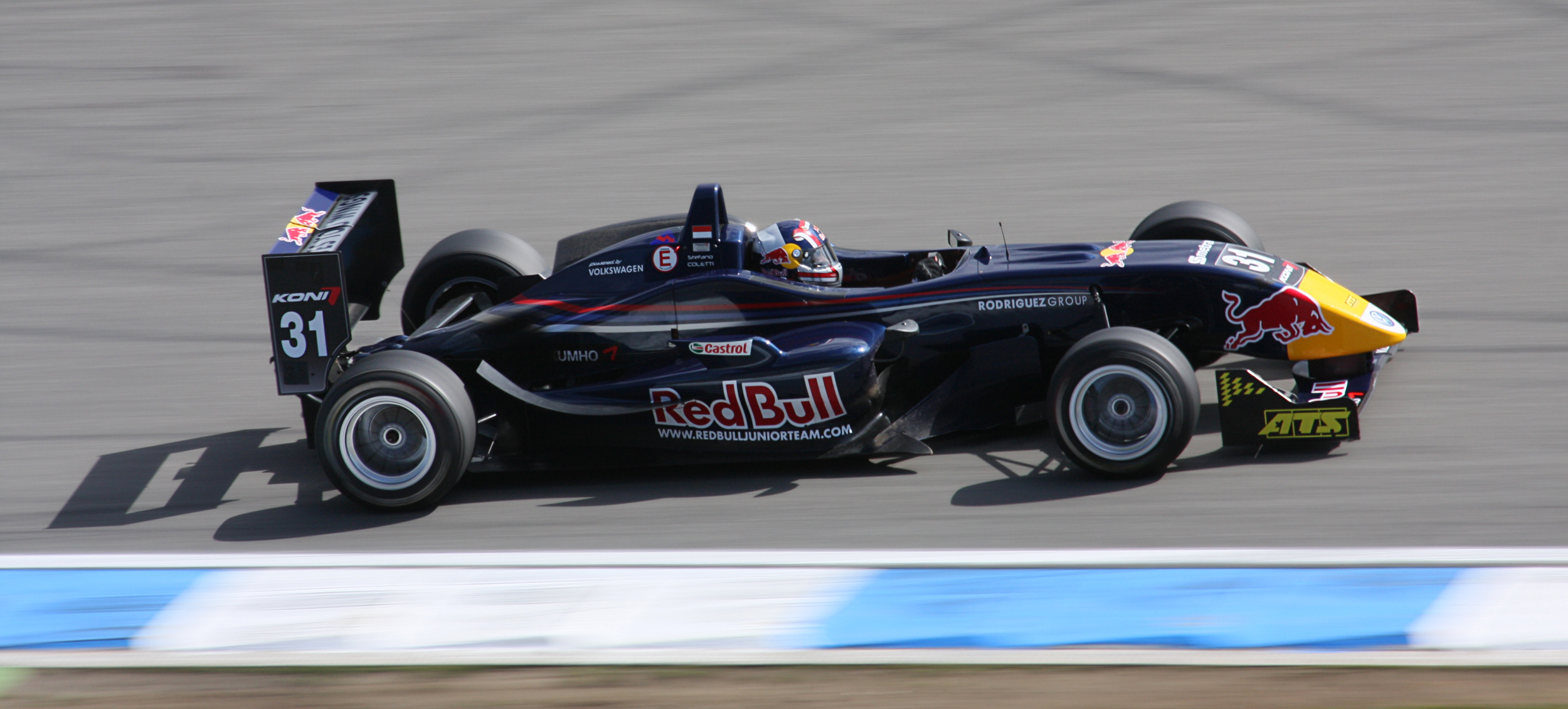
Stefano Coletti (Signature-Plus) am Hockenheimring

Die Formel-3-Euroserie-Saison 2008 war die sechste Saison der Formel-3-Euroserie. Insgesamt fanden zehn Rennwochenenden statt. Der Auftakt und das Finale fanden auf dem Hockenheimring statt. Nico Hülkenberg gewann den Meistertitel der Fahrer. ART Grand Prix gewann die Meisterschaft der Teams.

## Starterfeld
| Team                 | Nr. | Fahrer               | Motor         | Rennwochenende |
| -------------------- | --- | -------------------- | ------------- | -------------- |
| ART Grand Prix       | 1   | Nico Hülkenberg      | Mercedes-Benz | 1–10           |
| ART Grand Prix       | 2   | James Jakes          | Mercedes-Benz | 1–10           |
| ART Grand Prix       | 24  | Jules Bianchi        | Mercedes-Benz | 1–10           |
| ART Grand Prix       | 25  | Jon Lancaster        | Mercedes-Benz | 1–10           |
| ASL Mücke Motorsport | 3   | Christian Vietoris   | Mercedes-Benz | 1–10           |
| ASL Mücke Motorsport | 4   | Erik Janiš           | Mercedes-Benz | 1–10           |
| ASL Mücke Motorsport | 26  | Mika Mäki            | Mercedes-Benz | 1–10           |
| Manor Motorsport     | 5   | Sam Bird             | Mercedes-Benz | 1–10           |
| Manor Motorsport     | 6   | Niall Breen          | Mercedes-Benz | 1–8            |
| Manor Motorsport     | 28  | Kōdai Tsukakoshi     | Mercedes-Benz | 1–10           |
| Manor Motorsport     | 29  | Kazuya Ōshima        | Mercedes-Benz | 1–10           |
| Signature-Plus       | 7   | Edoardo Mortara      | Volkswagen    | 1–10           |
| Signature-Plus       | 8   | Franck Mailleux      | Volkswagen    | 1–10           |
| Signature-Plus       | 30  | Jean Karl Vernay     | Volkswagen    | 1–10           |
| Signature-Plus       | 31  | Stefano Coletti      | Volkswagen    | 1–2            |
| Signature-Plus       | 35  | Robert Wickens       | Volkswagen    | 3–6, 8–10      |
| Prema Powerteam      | 9   | Renger van der Zande | Mercedes-Benz | 1–10           |
| Prema Powerteam      | 10  | Charlie Kimball      | Mercedes-Benz | 1–3            |
| Prema Powerteam      | 23  | Dani Clos            | Mercedes-Benz | 1–10           |
| Prema Powerteam      | 31  | Stefano Coletti      | Mercedes-Benz | 4–10           |
| Jo Zeller Racing     | 14  | Michael Klein        | Mercedes-Benz | 1–4            |
| Jo Zeller Racing     | 19  | Tom Dillmann         | Mercedes-Benz | 6              |
| HBR Motorsport       | 15  | Daniel Campos-Hull   | Mercedes-Benz | 1–10           |
| HBR Motorsport       | 27  | Basil Shaaban        | Mercedes-Benz | 1–10           |
| RC Motorsport        | 17  | Maximilian Götz      | Volkswagen    | 1–4            |
| RC Motorsport        | 18  | Martin Plowman       | Volkswagen    | 1–7            |
| RC Motorsport        | 32  | Jens Klingmann       | Volkswagen    | 1–10           |
| RC Motorsport        | 33  | Cong Fu Cheng        | Volkswagen    | 3–10           |
| RC Motorsport        | 41  | Brendon Hartley      | Volkswagen    | 6              |
| RC Motorsport        | 43  | Peter Elkmann        | Volkswagen    | 8              |
| RC Motorsport        | 44  | Nelson Panciatici    | Volkswagen    | 9              |
| RC Motorsport        | 45  | Frédéric Vervisch    | Volkswagen    | 10             |
| SG Formula           | 19  | Tom Dillmann         | Mercedes-Benz | 1–3            |
| SG Formula           | 20  | Henkie Waldschmidt   | Mercedes-Benz | 1–10           |
| SG Formula           | 21  | Richard Philippe     | Mercedes-Benz | 8–10           |
| SG Formula           | 34  | Yann Clairay         | Mercedes-Benz | 1–10           |
| SG Formula           | 40  | Daniel Ricciardo     | Mercedes-Benz | 6              |
| Carlin Motorsport    | 21  | Richard Philippe     | Mercedes-Benz | 1–7            |
| Carlin Motorsport    | 22  | Rodolfo González     | Mercedes-Benz | 1–9            |
| Carlin Motorsport    | 41  | Brendon Hartley      | Mercedes-Benz | 8–10           |
| Carlin Motorsport    | 46  | Oliver Oakes         | Mercedes-Benz | 10             |
| Barazi-Epsilon       | 42  | Stéphane Richelmi    | Mercedes-Benz | 8–10           |

## Rennkalender
Insgesamt fanden zehn Rennwochenenden statt. An jedem Rennwochenende wurden zwei Rennen gefahren.
| Nr. | Datum         | Rennstrecke  | Sieger               | Zweiter              | Dritter              |
| --- | ------------- | ------------ | -------------------- | -------------------- | -------------------- |
| 1.  | 12. April     | Hockenheim   | Mika Mäki            | Charlie Kimball      | Edoardo Mortara      |
| 2.  | 13. April     | Hockenheim   | Renger van der Zande | Christian Vietoris   | Edoardo Mortara      |
| 3.  | 3. Mai        | Mugello      | Nico Hülkenberg      | Kōdai Tsukakoshi     | Jules Bianchi        |
| 4.  | 4. Mai        | Mugello      | Mika Mäki            | Yann Clairay         | Edoardo Mortara      |
| 5.  | 31. Mai       | Pau          | James Jakes          | Edoardo Mortara      | Jon Lancaster        |
| 6.  | 1. Juni       | Pau          | Edoardo Mortara      | Renger van der Zande | Dani Clos            |
| 7.  | 28. Juni      | Nürnberg     | Nico Hülkenberg      | Kōdai Tsukakoshi     | Jean Karl Vernay     |
| 8.  | 29. Juni      | Nürnberg     | Christian Vietoris   | Robert Wickens       | Edoardo Mortara      |
| 9.  | 12. Juli      | Zandvoort    | Nico Hülkenberg      | Mika Mäki            | Jules Bianchi        |
| 10. | 13. Juli      | Zandvoort    | Renger van der Zande | Yann Clairay         | Franck Mailleux      |
| 11. | 26. Juli      | Nürburg      | Nico Hülkenberg      | Jules Bianchi        | Tom Dillmann         |
| 12. | 27. Juli      | Nürburg      | Jon Lancaster        | Niall Breen          | Jules Bianchi        |
| 13. | 30. August    | Brands Hatch | Nico Hülkenberg      | Kōdai Tsukakoshi     | Yann Clairay         |
| 14. | 31. August    | Brands Hatch | Franck Mailleux      | Jean Karl Vernay     | Renger van der Zande |
| 15. | 20. September | Barcelona    | Nico Hülkenberg      | Sam Bird             | Christian Vietoris   |
| 16. | 21. September | Barcelona    | Kazuya Ōshima        | Christian Vietoris   | Jules Bianchi        |
| 17. | 4. Oktober    | Le Mans      | Jules Bianchi        | Sam Bird             | Mika Mäki            |
| 18. | 5. Oktober    | Le Mans      | Robert Wickens       | Dani Clos            | Jean Karl Vernay     |
| 19. | 25. Oktober   | Hockenheim   | Nico Hülkenberg      | Renger van der Zande | Mika Mäki            |
| 20. | 26. Oktober   | Hockenheim   | Jules Bianchi        | Kōdai Tsukakoshi     | Nico Hülkenberg      |

## Wertung

### Fahrerwertung
| Pos. | Fahrer               | Punkte |
| ---- | -------------------- | ------ |
| 1.   | Nico Hülkenberg      | 85,0   |
| 2.   | Edoardo Mortara      | 49,5   |
| 3.   | Jules Bianchi        | 47,0   |
| 4.   | Renger van der Zande | 46,0   |
| 5.   | Mika Mäki            | 46,0   |
| 6.   | Christian Vietoris   | 36,0   |
| 7.   | Kōdai Tsukakoshi     | 36,0   |
| 8.   | Jean Karl Vernay     | 35,0   |
| 9.   | Yann Clairay         | 33,0   |
| 10.  | Franck Mailleux      | 27,0   |
| 11.  | Sam Bird             | 23,0   |

| Pos. | Fahrer          | Punkte |
| ---- | --------------- | ------ |
| 12.  | Jon Lancaster   | 19,0   |
| 13.  | James Jakes     | 19,0   |
| 14.  | Dani Clos       | 16,5   |
| 15.  | Robert Wickens  | 10,5   |
| 16.  | Niall Breen     | 8,0    |
| 17.  | Charlie Kimball | 8,0    |
| 18.  | Tom Dillmann    | 8,0    |
| 19.  | Kazuya Ōshima   | 7,0    |
| 20.  | Stefano Coletti | 6,5    |
| 21.  | Erik Janiš      | 5,0    |

| Pos. | Fahrer             | Punkte |
| ---- | ------------------ | ------ |
| 22.  | Maximilian Götz    | 3,0    |
| 23.  | Michael Klein      | 2,0    |
| 24.  | Rodolfo González   | 0,5    |
| 25.  | Daniel Campos-Hull | 0,0    |
| 26.  | Henkie Waldschmidt | 0,0    |
| 27.  | Jens Klingmann     | 0,0    |
| 28.  | Richard Philippe   | 0,0    |
| 29.  | Cong Fu Cheng      | 0,0    |
| 30.  | Basil Shaaban      | 0,0    |
| 31.  | Martin Plowman     | 0,0    |

- Peter Elkmann, Brendon Hartley, Oliver Oakes, Nelson Panciatici, Daniel Ricciardo, Stéphane Richelmi und Frédéric Vervisch starteten als Gastfahrer und wurden somit nicht in die Wertung aufgenommen.

### Teamwertung
| Pos. | Team                 | Punkte |
| ---- | -------------------- | ------ |
| 1.   | ART Grand Prix       | 159,0  |
| 2.   | Signature-Plus       | 110,5  |
| 3.   | ASL Mücke Motorsport | 88,0   |
| 4.   | Prema Powerteam      | 80,0   |
| 5.   | Manor Motorsport     | 76,5   |
| 6.   | SG Formula           | 37,0   |
| 7.   | Jo Zeller Racing     | 11,0   |
| 8.   | RC Motorsport        | 4,0    |
| 9.   | Carlin Motorsport    | 1,5    |
| 10.  | HBR Motorsport       | 0,0    |